# Brachychalcinus nummus
Brachychalcinus nummus är en fiskart som beskrevs av Böhlke, 1958. Brachychalcinus nummus ingår i släktet Brachychalcinus och familjen Characidae. Inga underarter finns listade.